# Anemone dichotoma
Anemone dichotoma är en ranunkelväxtart som beskrevs av Carl von Linné. Anemone dichotoma ingår i släktet sippor, och familjen ranunkelväxter. Inga underarter finns listade i Catalogue of Life.